# Hwang In-sung (Leichtathlet)
Hwang In-sung (* 15. August 1984) ist ein südkoreanischer Leichtathlet, der sich auf das Kugelstoßen spezialisiert hat.

## Sportliche Laufbahn
Erste internationale Erfahrungen sammelte Hwang In-sung im Jahr 2002, als er bei den Juniorenweltmeisterschaften in Kingston mit einer Weite von 17,64 m mit der  6-kg-Kugel in der Qualifikation ausschied. 2003 erreichte er bei der Sommer-Universiade in Daegu mit 16,47 m Rang 18 und 2005 belegte er bei den Asienmeisterschaften in Incheon mit 17,45 m den neunten Platz, ehe er bei den Ostasienspielen in Macau mit 17,46 m Fünfter wurde. 2007 erreichte er bei den Hallenasienspielen ebendort mit 17,11 m den siebten Platz und 2009 wurde er bei den Asienmeisterschaften in Guangzhou mit 17,88 m Zehnter. Im Jahr darauf nahm er an den Asienspielen ebendort teil und klassierte sich mit einem Stoß auf 17,87 m auf Rang sieben. 2011 belegte er bei den Asienmeisterschaften in Kōbe mit 17,90 m den vierten Platz und schied anschließend bei den Weltmeisterschaften in Daegu mit 17,75 m in der Qualifikation aus.
In den Jahren 2005, 2007 und 2010 wurde Hwang südkoreanischer Meister im Kugelstoßen.

## Persönliche Bestleistungen
- Kugelstoßen: 18,86 m, 9. Oktober 2010 in Jeonju
  - Kugelstoßen (Halle): 17,33 m, 26. Februar 2015 in Daegu